# Federico Navarro
Federico Navarro (1924-2002), médico italiano com formação em neurologia e psiquiatria foi professor da Universidade de Nápoles. Durante muitos anos dirigiu o Hospital Psiquiátrico Judiciário desta mesma cidade. Na década de 60 foi pioneiro juntamente com Franco Basaglia no movimento da psiquiatria democrática, o que culminou com o seu afastamento da posição de diretor do Hospital.

## Encontro com a teoria reichiana
No ano de 1966, Navarro leu uma “Antologia Reichiana” e descobriu as idéias de Wilhelm Reich. Mobilizou um grupo de colegas psiquiatras, decidindo entrar em contato com Ola Raknes, considerado o único discípulo de Reich na Europa que se mostrava fiel aos ensinamentos reichianos. 

## Criador da Somatopsicodinâmica
A Somatopsicodinâmica  é a técnica criada por Navarro. Ela parte da sistematização da Vegetoterapia caracteroanalítica, desenvolvida por Reich. {VOLPI, J. H. Federico Navarro fala de seu “encontro” com Reich. Curitiba: Centro
Reichiano, 2004. Disponível em: www.centroreichiano.com.br/artigos.htm.

## Principais Obras
- A Somatopsicodinâmica - Sistemática Reichiana da Patologia e da Clínica Médica. São Paulo: Summus. 1995
- Caracteriologia Pós-Reichiana. São Paulo: Summus. 1995 [3]
- Somatopsicopatologia. São Paulo: Summus. 1996 [4]